# Camiranga
Camiranga é uma comunidade de população tradicional quilombola, localizada no município brasileiro de Cachoeira do Piriá Pará, na região do Gurupi, na fronteira dos estados do Pará e do Maranhão. Em 2010, era habitada por 233 indivíduos.

## Localização
A comunidade está na divisa dos estados do Pará e do Maranhão, localizado na latitude -1.822778 e longitude -46.260556.

## História
Foi formada no século XVIII principalmente por escravos fugidos das fazendas de arroz e algodão do Maranhão.
No final do século XIX a mineração do ouro passou a ter papel central na vida dessa e de outras comunidades e Camiranga centralizava o comércio do ouro na região, tendo inclusive uma casa de fundição própria.
Com o declínio da mineração do ouro, tiveram que buscar outros meios de subsistência, como o cultivo de tabaco e arroz. Atualmente sobrevivem da pesca, extrativismo e do plantio. Eles plantam principalmente mandioca, arroz, milho, melancia e feijão , e coletam cupuaçu, açai e bacuri.

### Problemas territoriais
Em 1968, a área em que está situada Camiranga foi ilegalmente apropriada pela Companhia Paraense de Desenvolvimento Agropecuário, Industrial e Mineral do Estado do Pará (CIDAPAR), através de uma operação de grilagem. Dois anos depois essa companhia foi a falência e as terras que eram ocupadas por ela começaram a ser vendidas para outras empresas. A grilagem intensificou-se nas décadas de 1970 e 80, quando diversos fazendeiros começaram a se apropriar das terras da região. 
Em 2002 o Instituto de Terras do Pará (ITERPA), titulou para essa comunidade uma área total de 320 hectares, uma área ainda inferior à área total que lhe pertence, por isso a comunidade ainda reivindica junto ao governo do estado a ampliação da área regularizada.

## Situação Territorial
De acordo com a FUNAI (Fundação Nacional do índio), a comunidade possui 320 hectares demarcados pelo ITERPA (Instituto de Terras do Pará). Nos dias de hoje,a comunidade ainda luta por terras que lhe foi tirada na década de 60.

## Cosmologia e Religiosidade
Camiranga é um quilombo católico cuja principal comemoração é a festa de São Benedito, o padroeiro da comunidade, que tem início em 17 de dezembro, quando um mastro enfeitado com frutas é levantado. A comemoração segue com a reza de novenas até o dia 24, quando dançam o tambor da crioula durante toda a noite, e, no dia seguinte, ocorre o encerramento da comemoração com uma festa dançante.
Além disso são comemoradas também a festa de São Sebastião ,em janeiro, e a festa Junina, animadas pela quadrilha e pelo boi-bumba.